# Championnats de France de judo 2013
Navigation
2012 2014
Les championnats de France de judo 2013 ont lieu au Palais des sports de Marseille du 9 au 10 novembre 2013.

## Palmarès

### Hommes
| Épreuves                          | Or              | Argent           | Bronze                                          |
| --------------------------------- | --------------- | ---------------- | ----------------------------------------------- |
| Moins de 60 kg poids super-légers | Vincent Limare  | Kamel Mohamedi   | Adrien Raymond Farid Ben Ali                    |
| Moins de 66 kg poids mi-légers    | Loïc Korval     | Kilian Le Blouch | Dimitri Dragin Julien Ottaviani                 |
| Moins de 73 kg poids légers       | Pierre Duprat   | Arthur Clerget   | Jonathan Allardon Guillaume Chaine              |
| Moins de 81 kg poids mi-moyens    | Guillaume Riou  | Timothée Besland | Julian Kermarrec Mehdi Tobrouki                 |
| Moins de 90 kg poids moyens       | Alexandre Iddir | Romain Buffet    | Ludovic Gobert Sylvain El Faiz                  |
| Moins de 100 kg poids mi-lourds   | Maxime Clément  | Alexandre Cheval | Clément Delvert Seyba Thiam                     |
| Plus de 100 kg poids lourds       | Cyrille Maret   | Matthieu Thorel  | Jean-Sébastien Bonvoisin Pierre-Alexandre Robin |

### Femmes
| Épreuves                          | Or                    | Argent            | Bronze                                |
| --------------------------------- | --------------------- | ----------------- | ------------------------------------- |
| Moins de 48 kg poids super-légers | Amandine Buchard      | Amel Bensemain    | Mélanie Clément Virginia Aymard       |
| Moins de 52 kg poids mi-légers    | Pénélope Bonna        | Delphine Delsalle | Astride Gneto Annabelle Euranie       |
| Moins de 57 kg poids légers       | Laetitia Blot         | Morgane Brunet    | Cindy Huber Shirley Elliot            |
| Moins de 63 kg poids mi-moyens    | Anne-Laure Bellard    | Morgane Ribout    | Maëlle Di Cintio Claire Pierret       |
| Moins de 70 kg poids moyens       | Fanny-Estelle Posvite | Karine Berger     | Lucie Perrot Margaux Pinot            |
| Moins de 78 kg poids mi-lourds    | Géraldine Mentouopou  | Christelle Garry  | Lucie Louette Kanning Julie Pierret   |
| Plus de 78 kg poids lourds        | Émilie Andéol         | Rebecca Ramanich  | Cécile Delwail Anne-Fatoumata M'Bairo |